# Sylvia Sidney

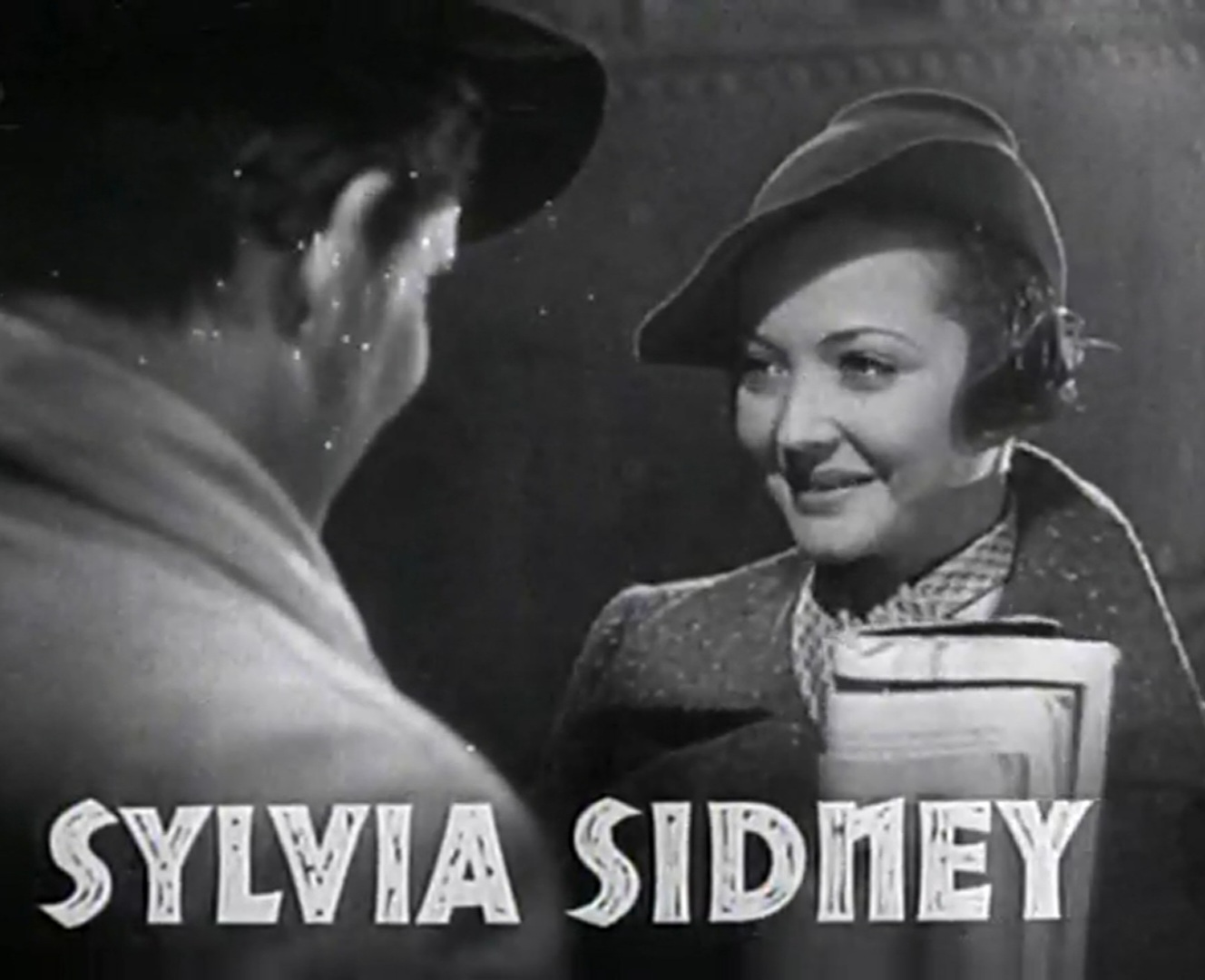
Sylvia Sidney in de film Fury (1936)

Sylvia Sidney, geboren als Sophia Kosow (New York, 8 augustus 1910 – aldaar, 1 juli 1999), was een Amerikaans actrice.

## Carrière
Sidney werd geboren in The Bronx als dochter van de joodse immigranten Victor Kosow en Rebecca Saperstein. Nadat haar ouders in 1915 waren gescheiden werd ze erkend door haar stiefvader Sigmund Sidney.
In een poging over haar verlegenheid heen te komen, besloot ze op 15-jarige leeftijd een actrice te worden. Ze studeerde aan de Theater Guild's School for Acting en was in de jaren '20 in verscheidene toneelstukken van de school te zien, waarvoor ze lof kreeg van de critici. In 1926 werd ze uiteindelijk ontdekt en vertrok ze naar Hollywood.
Tijdens de Grote Depressie was Sidney in een groot aantal films te zien, meestal als de vriendin van een gangster of van een zus. Ze speelde vaak tegenover bekende tegenspelers, onder wie Spencer Tracy, Henry Fonda, Joel McCrea, Fredric March, George Raft en Cary Grant.
Haar carrière vervaagde ietwat in de jaren 40. Desondanks bleef ze werkzaam als filmactrice. Zo werd ze nog genomineerd voor een Oscar voor beste vrouwelijke bijrol voor haar acteerspel in Summer Wishes, Winter Dreams (1973). Het is bekend dat Sidney zeer ontevreden was met het feit dat die prijs aan haar neus voorbijging - hij werd toegekend aan de destijds tienjarige Tatum O'Neal.
Toen ze op leeftijd kwam speelde Sidney vooral bijrollen. Haar laatste filmverschijning was in Mars Attacks!, die in 1996 werd uitgebracht. In 1998 had ze nog een terugkerende rol in Fantasy Island.
Sidney overleed een maand voor haar 89e verjaardag aan keelkanker. Ze kreeg voor haar bijdrage aan de filmindustrie een ster op de Hollywood Walk of Fame.
Sidney hield erg van borduren en publiceerde twee boeken over het onderwerp:
- Sylvia Sidney's Needlepoint Book (1968)
- The Sylvia Sidney Question and Answer Book on Needlepoint (1975)

## Filmografie
- Guilty (1929)
- City Streets (1931)
- Confessions of a Co-Ed (1931)
- An American Tragedy (1931)
- Street Scene (1931)
- Ladies of the Big House (1931)
- The Miracle Man (1932)
- Merrily We Go to Hell (1932)
- Madame Butterfly (1932)
- Pick-up (1933)
- Jennie Gerhardt (1933)
- Good Dame (1934)
- Thirty Day Princess (1934)
- Behold My Wife (1934)
- Accent on Youth (1934)
- Mary Burns, Fugitive (1935)
- The Trail of the Lonesome Pine (1936)
- Fury (1936)
- Sabotage (1936)
- You Only Live Once (1937)
- Dead End (1937)
- You and Me (1938)
- One Third of a Nation (1939)
- The Wagons Roll at Night (1941)
- Blood on the Sun (1945)
- The Searching Wind (1946)
- Mr. Ace (1946)
- Love from a Stranger (1947)
- Les Misérables (1952)
- Violent Saturday (1955)
- Behind the High Wall (1956)
- Summer Wishes, Winter Dreams (1973)
- God Told Me To (1976)
- I Never Promised You a Rose Garden (1977)
- Damien: Omen II (1978)
- Hammett (1982)
- Order of Death (1983)
- Beetlejuice (1988)
- Used People (1992)
- Mars Attacks! (1996)

- Bibsys: 99011299
- Biblioteca Nacional de España: XX1171666
- Bibliothèque nationale de France: cb14023603j (data)
- Catàleg d'autoritats de noms i títols de Catalunya: 981058511245706706
- Gemeinsame Normdatei: 143209353
- International Standard Name Identifier: 0000 0001 2275 9729
- Library of Congress Control Number: nr98003177
- Nationale Bibliotheek van Israël: 987007430312505171
- Nederlandse Thesaurus van Auteursnamen: 155305999
- SNAC: w6tx6kzf
- Système universitaire de documentation: 067644694
- Virtual International Authority File: 5130975
- WorldCat: E39PBJd889XGyXrbmyP7BM6kDq